# マスクラット・ランブル
「マスクラット・ランブル (Muskrat Ramble)」は、1926年にキッド・オリーが作曲したジャズの楽曲。1926年2月26日にルイ・アームストロングとホット・ファイヴ(Louis Armstrong and his Hot Five)によって最初に録音され、以降、このグループにとって最も数多く録音を繰り返す楽曲となった。1930年代かあ1940年代にかけてのディキシーランド・リバイバルの時期には、最も重要なレパートリーとなり、その後もボブ・クロスビー(Bob Crosby)、ロイ・エルドリッジ(Roy Eldridge)、ライオネル・ハンプトン、ウディ・ハーマン、マグシー・スパニア(Muggsy Spanier)、チェット・アトキンス、ルー・ワターズ(Lu Watters)など、様々なミュージシャンがこの曲を録音した。今日では、ジャズ・スタンダード曲のひとつと見なされている。曲名の「マスクラット・ランブル」は、「マスクラットの散歩」といった意味であるが、最初のリリースの際には、誤って曲名が「マスカット・ランブル (Muskat Ramble)」と印刷されたという逸話もある。
オリーはもともと、この曲を1921年に作曲したと伝えられており、曲名は最初の録音セッションの際にリル・ハーディン・アームストロング(Lil Hardin Armstrong)が付けたものとされている。一方、アームストロングは、この曲は自分が作曲したとインタビューで主張し、名前を付けただけなのはオリーの方だと述べている。シドニー・ベチェット(Sidney Bechet)は、この曲はもともと「The Old Cow Died and the Old Man Cried」というバディ・ボールデンの古い曲であると述べている。キッド・オリーの権利継承者は、ウッドストック・フェスティバルで有名になった「Feel Like I'm Fixin to Die Rag」がオリーの「マスクラット・ランブル」の旋律を使っているとして、2001年にカントリー・ジョー・アンド・ザ・フィッシュのカントリー・ジョー・マクドナルドを著作権侵害で訴えた。この訴えは、訴え出るのが遅すぎたとして却下された。
レイ・ギルバート(Ray Gilbert)は、1950年に、もともとインストゥルメンタル演奏用であったこの曲へ歌詞を載せた。1956年にASCAPが下した裁定によって、ギルバートは、ボーカル付きかインストゥルメンタルかを問わず、この曲のあらゆる演奏に対して1/3の権利が認められた。
ギルバートがつけた歌詞で歌われるバージョンは、1950年2月24日にハリウッドで、フィル・ハリスと彼のディキシーランド・シンコペーター(Phil Harris and His Dixieland Syncompators)によって（フィル・ハリスのボーカルで）録音された。この録音は、米国ではRCAビクター・レコードから、カタログ番号20-3273 で、英国ではEMIのHis Master's Voice レーベルから、カタログ番号B 9927で発売された。
ビッグ・チーフ・ジャズバンド(Big Chief Jazzband)による演奏は、1954年1月8日にノルウェーのオスロで行なわれ、SP盤はHis Master's Voice レーベルから、カタログ番号 A.L. 3371 で発売された。
この楽曲は、冒頭に32小節のアンサンブル（合奏）のセクションがあり、続く16小節がトロンボーン、コルネット、クラリネットのソロのためのセクションになっている。ソロの後、再び32小節のアンサンブルが奏でられ、2小節分のトロンボーンによるタグ(tag)が付けられる。終結部のオリーのタグは、ほとんどの演奏でそのままコピーされる。アンサンブルのセクションでは、クラリネット、コルネット、トロンボーンが、1920年代のニューオリンズのバンドに典型的な3声の対位法的旋律を奏でる。

## 初録音のパーソネル
1926年のオリジナル録音を行なったパーソネルは以下の通りである。
- ルイ・アームストロング – コルネット
- キッド・オリー – トロンボーン
- ジョニー・センシア(Johnny St. Cyr) – バンジョー
- ジョニー・ドッズ – クラリネット
- リル・ハーディン・アームストロング(en:Lil Hardin Armstrong) – ピアノ